# تنام مخفي الذيل
تنام مخفي الذيل (الاسم العلمي:Crypturellus) هو جنس من الطيور يتبع فصيلة التنامية من رتبة التناميات.

## أنواع
- تنام الأجمة (الاسم العلمي:Crypturellus cinnamomeus)
- تنام أحمر الأرجل (الاسم العلمي:Crypturellus erythropus)
- تنام أسود الرأس (الاسم العلمي:Crypturellus atrocapillus)
- تنام أصفر الأرجل (الاسم العلمي:Crypturellus noctivagus)
- تنام أغبر (الاسم العلمي:Crypturellus cinereus)
- تنام بارلتي (الاسم العلمي:Crypturellus bartletti)
- تنام برازيلي (الاسم العلمي:Crypturellus strigulosus)
- تنام برلبشي (الاسم العلمي:Crypturellus berlepschi)
- تنام بني (الاسم العلمي:Crypturellus obsoletus)
- تنام تاتوبي (الاسم العلمي:Crypturellus tataupa)
- تنام تيبوي (الاسم العلمي:Crypturellus ptaritepui)
- تنام جوال (الاسم العلمي:Crypturellus saltuarius)
- تنام رمادي الأرجل (الاسم العلمي:Crypturellus duidae)
- تنام شاحب الجبين (الاسم العلمي:Crypturellus transfasciatus)
- تنام صغير (الاسم العلمي:Crypturellus soui)
- تنام صغير المنقار (الاسم العلمي:Crypturellus parvirostris)
- تنام قاتم الصدر (الاسم العلمي:Crypturellus boucardi)
- تنام قصير المنقار (الاسم العلمي:Crypturellus brevirostris)
- تنام كوكو (الاسم العلمي:Crypturellus kerriae)
- تنام كولومبي (الاسم العلمي:Crypturellus columbianus)
- تنام لائق (الاسم العلمي:Crypturellus idoneus)
- تنام مبرقش (الاسم العلمي:Crypturellus variegatus)
- تنام متموج (الاسم العلمي:Crypturellus undulatus)
- تنام مخطط (الاسم العلمي:Crypturellus casiquiare)